# Soma Szuhodovszki
Soma Szuhodovszki (Budapest, 30 de diciembre de 1999) es un futbolista húngaro que juega en la demarcación de centrocampista para el Debreceni VSC de la Nemzeti Bajnokság I.

## Selección nacional
Hizo su debut con la selección de fútbol de Hungría el 18 de noviembre de 2023 en un partido de clasificación para la Eurocopa 2024 contra Montenegro que finalizó con un resultado de 3-1 tras un gol de Ádám Nagy y un doblete de Dominik Szoboszlai para Hungría, y de Slobodan Rubežić para Montenegro.

## Clubes
| Club                     | País    | Año       | Partidos | Goles |
| ------------------------ | ------- | --------- | -------- | ----- |
| MTK Budapest             | Hungría | 2017-2018 | 3        | 0     |
| Monor SE (cedido)        | Hungría | 2018-2019 | 36       | 4     |
| Tiszakécskei LC (cedido) | Hungría | 2019-2020 | 22       | 0     |
| Győri ETO FC (cedido)    | Hungría | 2020-2021 | 8        | 0     |
| Kecskeméti TE            | Hungría | 2021-2024 | 90       | 12    |
| Debreceni VSC            | Hungría | 2024-     | 47       | 2     |